# Magnus Palmqvist (1761–1834)
Magnus Daniel Palmqvist, född den 6 januari 1761 i Mogata socken, Östergötlands län, död den 6 november 1834 i Karlskrona, var en svensk friherre och sjömilitär, som uppnådde amirals grad. Han var son till Fredric Palmqvist och morfar till Magnus Ruuth. 
Palmqvist blev 1775 fänrik vid amiralitetet och gick därefter i fransk tjänst, där han befordrades till lieutenant de vaisseau (ungefär motsvarande den militära graden kapten). Han deltog i flera stridigheter mot engelsmännen under nordamerikanska frihetskriget. Under kriget mot Ryssland 1788-1790 tjänstgjorde Palmqvist huvudsakligen som kapten och överadjutant hos storamiralen. Han utnämndes 1790 till överste vid amiralitetet och till generaladjutant. År 1793 beordrades Palmqvist, som då befann sig på en militär expedition i Medelhavet, att bege sig med sitt fartyg till Neapel för att där fängsla Gustaf Mauritz Armfelt och sedan hemföra denne. Detta misslyckades med påföljd att Palmqvist själv fängslades och dömdes till ett halvt års suspension. Palmqvist utnämndes 1797 till konteramiral, 1809 till viceamiral, 1813 till befälhavande amiral och överkommendant i Karlskrona samt 1818 till amiral och inspektör över flottans sjötrupper. År 1832 tog han avsked från sina ämbeten.